# Double Mort
Double Mort (en anglais Double Dummy) est une option de jeu développée dans les logiciels de bridge qui permet au logiciel de jouer en connaissant les quatre mains. Le logiciel de bridge fonctionne alors selon les mêmes principes algorithmiques qu'un logiciel de jeu d'échecs.
L'option Double Mort est utile dans la mesure où elle permet au logiciel de jouer les mains détenues de manière optimale. Elle est particulièrement intéressante pour l'entrainement à la compétition et l'analyse post mortem : le logiciel ne fait jamais de cadeau. Il ne commet et ne pardonne aucune erreur. Cette fonction peut généralement être activée/désactivée soit pour la ligne adverse, soit pour tous les joueurs pilotés par la machine.
En revanche, ce mode de jeu optimal est parfois déroutant pour le joueur humain. La meilleure ligne de jeu avec connaissance complète des quatre jeux (en double-mort) n'est pas nécessairement la meilleure ligne de jeu a-priori. Ainsi, par exemple, si on possède 8 cartes dans une couleur sans la dame, la bonne ligne de jeu consiste dans la grande majorité des cas à tenter l'impasse à la dame. En double-mort, l'impasse ne sera tentée que si elle réussit (ou éventuellement si toutes les lignes de jeu sont équivalentes) ce qui n'est ni réaliste ni bien joué dans un contexte normal.

## Utilisation des moteurs double-mort par des logiciels de bridge "simple mort"
La plupart des grands logiciels de bridge du commerce, ainsi que ceux qui atteignent des titres de championnats, utilisent un moteur de double-mort pour fonctionner.
En effet, pour trouver le prochain coup à jouer, tous les jeux n'étant pas connus, le logiciel imagine, plus ou moins au hasard, un grand nombre de jeux adverses et soumet ces situations au moteur double-mort. Ainsi, le logiciel peut déterminer le meilleur coup ou bien du moins un coup ayant une bonne probabilité de succès.
Le double mort est notamment utilisé par les robots 
- GIB du site BBO,
- Argine du site Funbridge[3].

Il permet aux commentateurs de vugraph de bridge sur BBO d'éviter des erreurs évidentes dans leurs commentaires.
Les algorithmes des moteurs de double-mort ont fait des progrès considérables, ce qui leur permet en 2019 de résoudre plusieurs dizaines de mains par seconde sur chaque cœur d'un PC ordinaire. Parmi les moteurs dont le code source est en utilisation libre et gratuite, le plus connu est le Double Dummy Solver (DDS) de Bo Haglund.

## Autres utilisations des moteurs double-mort dans l'étude du bridge
- Les évaluations double mort des donnes sont souvent fournies aux joueurs à l'issue de tournois à donnes préparées.
- Des logiciels de double mort ont été utilisés pour vérifier statistiquement des méthodes d'enchères. En particulier, la Loi des levées totales a été vérifiée en double mort par Matthew Ginsberg.
- Les problèmes d'entames au bridge publiés dans des revues ou des ouvrages font systématiquement l'objet d'études en double-mort avant publication. La théorie de l'entame au bridge a ainsi fait de gros progrès. Pierre Schmidt utilise ainsi le logiciel double mort DealMasterPro, qu'il appelle Le Chat, pour commenter ses articles dans la revue Le Bridgeur.
- Evaluation de la puissance (offensive ou défensive) des mains, en tenant compte notamment des séquences.